# أغنيس إينغليز
أغنيس إينغليز (بالإنجليزية: Agnes Inglis)‏ هي أمينة مكتبة أمريكية، ولدت في 3 ديسمبر 1870 في ديترويت في الولايات المتحدة، وتوفيت في 30 يناير 1952.